# Gudula List
Gudula List (* 21. Dezember 1938 in Leipzig) ist eine deutsche Psychologin (Heilpädagogische Psychologie) und Hochschullehrerin.

## Leben und Wirken
Gudula List studierte Psychologie, Philosophie und Allgemeine Sprachwissenschaft und zwar von 1965 bis 1967 an der Universität Freiburg/Br. und anschließend an der Universität Konstanz. Dort legte sie 1969 die Diplomprüfung ab und war dort bis 1965 als wissenschaftliche Assistentin tätig. Im Jahre 1974 promovierte sie über Sprachpsychologie bei Peter Hartmann. Von 1976 bis 1980 war sie dann als Wissenschaftliche Rätin und Professorin an der Pädagogischen Hochschule Rheinland (Abt. Neuss) tätig, bis 1985 an der Erziehungswissenschaftlichen Hochschule Rheinland-Pfalz und ab 1986 an der Universität Köln für Heilpädagogische Psychologie (unter besonderer Berücksichtigung der Gehörlosen und Sprachbehinderten). 2004 ging sie in den Ruhestand.
Die Schwerpunkte ihrer Forschung sind Entwicklungs-, Kognitions- und Sozialpsychologie, mit besonderer Beachtung von Sprachentwicklung, sprachlicher Interaktion und Mehrsprachigkeit.

## Veröffentlichungen (Auswahl)
- Psycholinguistik. Eine Einführung. Kohlhammer, Stuttgart 1972, ISBN 3-17-232011-1.
- Syntagmische Sprachpsychologie. Sprache als System von Kommunikation und Lernerfahrung. Kohlhammer, Stuttgart 1974, ISBN 3-17-001720-9 (= Dissertation Universität Konstanz).
- Sprechen ist nicht einfach Reden. Entwicklungspsychologische Gesichtspunkte zum Zusammenhang von Sprechen, Denken und Handeln. In: Karl Ermert (Hrsg.): Gibt es die Sprachbarriere noch? Soziolinguistik – Sprachdidaktik – Bildungspolitik. Schwann, Düsseldorf 1979, S. 23–32, ISBN 3-590-15386-5.
- Fehler beim Verstehen. In: Dieter Cherubim (Hrsg.): Fehlerlinguistik. Beiträge zum Problem der sprachlichen Abweichung (= Reihe Germanistische Linguistik, Bd. 24). Niemeyer, Tübingen 1980, S. 253–265, ISBN 3-484-10364-7.

- Sprachpsychologie. Kohlhammer, Stuttgart 1981, ISBN 3-17-001358-0.
- Neuropsychologie und das Lernen und Lehren fremder Sprachen. In: Die neueren Sprachen, Bd. 81 (1982), H. 2, S. 149–172.
- Plädoyer für mehr Beschäftigung mit kindlicher Sprachaneignung im Fremdsprachenunterricht, in: Ebd., H. 4, S. 563–577.
- (Hrsg., mit Günther List): Gebärde, Laut und graphische Zeichen. Schrifterwerb im Problemfeld von Mehrsprachigkeit. Westdeutscher Verlag, Opladen 1990, ISBN 3-531-12100-6.
- Konkrete Früchte der Utopie. Lurijas Sprachtheorie and Aphasietherapie. In: Ingeborg M. Ohlendorf (Hrsg.): Sprache und Gehirn. Grundlagenforschung für die Aphasietherapie (= Bonn-Bochumer Beiträge zur Neuropsychologie und Neurolinguistik, Bd. 2). Hochschulverlag, Freiburg/Br. 1992, S. 167–137, ISBN 3-8107-5059-X.
- Zwei Sprachen und ein Gehirn. Was hat die Neuropsychologie zum Zweitspracherwerb zu sagen? In: Babylonia, Bd. 2 (1994), H. 2, S. 23–33.
- Gehörlose und Schrift. Untersuchungen zum Problem eines schwierigen Zugangs zum Lesen. In: Sprache & Kognition, Bd. 14 (1995), H. 1, S. 3–15.
- (Hrsg., mit Günther List): Quersprachigkeit. Zum transkulturellen Registergebrauch in Laut- und Gebärdensprachen. Stauffenburg-Verlag, Tübingen 2001, ISBN 3-86057-864-2.
- Was wäre dem Gehirn denn "fremd"? Gehirnforschung und Fremdsprachenlernen. In: Informationen Deutsch als Fremdsprache, Bd. 32 (2005), H. 5, S. 411–424.
- Vom schöpferischen Umgang der Kinder mit Sprachangeboten. In: Das Zeichen, Bd. 19 (2005), H. 69, S. 74–82.
- Wie Kinder soziale Phantasie entwickeln. Ein Buch für alle, die mit Kindern leben. Narr Francke Attempto, Tübingen 2015, ISBN 978-3-7720-8571-0.
- Scherz, Satire, Ironie und tiefere Bedeutung in Bilderbüchern. Wie gehen Erwachsene damit um, und was schätzen Kinder an ihnen? In: Ulrike Eder/İnci Dirim (Hrsg.): Lesen und Deutsch lernen. Wege der Förderung früher Literalität durch Kinderliteratur. Praesens-Verlag, Wien 2017, S. 57–73, ISBN 978-3-70690884-9.

Festschrift
- Ingrid Gogolin (Hrsg.): Über Mehrsprachigkeit [Gudula List zum 60. Geburtstag]. Stauffenburg, Tübingen 1998, ISBN 3-86057-646-1.